# Copa dos Campeões Mundiais de 1997
A Copa dos Clubes Brasileiros Campeões Mundiais de 1997, mais conhecida como Copa dos Campeões Mundiais de 1997, foi a terceira e última edição deste torneio, organizado pelo Sistema Brasileiro de Televisão (SBT) e que apesar de constar no calendário oficial da CBF foi apenas um torneio Amistoso nacional organizado pela emissora e com o aval da entidade brasileiro esportiva. Teve como campeão o Flamengo, que derrotou o São Paulo, na final, por 1 x 0.
Segundo reportagem do Jornal do Brasil (1° de julho de 1997), a Federação de Futebol do Estado do Rio de Janeiro (FERJ), querendo uma posição oficial do Flamengo sobre seus compromissos no estadual, tentou "impedir a disputa da final", já que o Flamengo tinha um jogo do estadual agendado para a mesma data. Porém, a FERJ foi obrigada pela CBF a agendar uma nova data para esta partida do Carioca, uma vez que, segundo declarações vindas da FERJ, a entidade máxima do futebol brasileiro reconhecia a CCM como um torneio oficial. O então presidente FERJ, Eduardo Viana, após reunião com a CBF, afirmou que o clube poderia ser punido no estadual com "W.O" e até "rebaixamento para a segunda divisão", mas que "não queria punir ninguém, só uma satisfação". Contudo, o clube foi autorizado pela FERJ a jogar o torneio. A CBF acabou acatando pedido da FERJ de adiar um jogo do clube rubro-negro na Taça Maria Quitéria, agendado para o dia 03/07, e de outros amistosos dos clubes do Rio.

## Participantes
| Clube     | Meio de classificação                          |
| --------- | ---------------------------------------------- |
| Flamengo  | vencedor da Copa Intercontinental em 1981      |
| Grêmio    | vencedor da Copa Intercontinental em 1983      |
| Santos    | vencedor da Copa Intercontinental em 1962/1963 |
| São Paulo | vencedor da Copa Intercontinental em 1992/1993 |

## Regulamento
O regulamento previa que os times se enfrentassem, em turno único, e os dois melhores se enfrentariam novamente, na decisão do torneio.

## Primeira fase

### Classificação
| Pos | Equipe    | Pts | J | V | E | D | GP | GC | SG |
| --- | --------- | --- | - | - | - | - | -- | -- | -- |
| 1   | São Paulo | 7   | 3 | 2 | 1 | 0 | 7  | 3  | 4  |
| 2   | Flamengo  | 5   | 3 | 1 | 2 | 0 | 6  | 4  | 2  |
| 3   | Santos    | 4   | 3 | 1 | 1 | 1 | 2  | 4  | –2 |
| 4   | Grêmio    | 0   | 3 | 0 | 0 | 3 | 4  | 8  | –4 |

     Classificados para a final

### 1.ª partida
| 12 de junho | Santos | 0 – 0 | Flamengo | Estádio Pedro Pedrossian, Campo Grande           |
| 21:30       |        |       |          | Público: 15 296 Árbitro: RS Carlos Eugênio Simon |

### 2.ª partida
| 14 de junho | São Paulo     | 2 – 1 | Grêmio     | Estádio Pedro Pedrossian, Campo Grande                |
| 20:30       | Dodô 47', 89' |       | Bordon 13' | Público: 5 371 Árbitro: SE Sidrack Marinho dos Santos |

### 3.ª partida
| 17 de junho | São Paulo                      | 3 – 0 | Santos | Estádio Pedro Pedrossian, Campo Grande          |
| 20:30       | Dodô 16', 77' · Belletti 90+2' |       |        | Público: 11 958 Árbitro: SP Oscar Roberto Godói |

### 4.ª partida
| 21 de junho | Flamengo                          | 2 – 2 | São Paulo        | Estádio Pedro Pedrossian, Campo Grande         |
| 20:30       | Iranildo 54' (pen) · Maurinho 66' |       | Marques 47', 60' | Público: 9 239 Árbitro: SP Oscar Roberto Godói |

### 5.ª partida
| 24 de junho | Flamengo                                   | 4 – 2 | Grêmio                     | Estádio Mané Garrincha, Brasília               |
| 20:30       | Lúcio 3', 60' · Fabiano 11' · Maurinho 74' |       | Emerson 45+5' · Gilmar 82' | Público: 4 449 Árbitro: SP Oscar Roberto Godói |

### 6.ª partida
| 26 de junho | Grêmio     | 1 – 2 | Santos              | Estádio Mané Garrincha, Brasília                  |
| 20:30       | Goiano 66' |       | Alessandro 36', 75' | Público: 192 Árbitro: PE Wilson de Souza Mendonça |

## Final
| 1 de julho | São Paulo | 0 – 1         | Flamengo     | Estádio Mané Garrincha, Brasília                     |
| 22:00      |           | Ficha técnica | Iranildo 40' | Público: 15 002 Árbitro: PE Wilson de Souza Mendonça |

| São Paulo | Flamengo |

|                |    |                  |                               |                               |
|                |    |                  |                               |                               |
| G              | 1  | Paulo Sérgio     |                               |                               |
| LD             | 2  | Cláudio          |                               |                               |
| Z              | 3  | Bordon           |                               |                               |
| Z              | 4  | Rogério Pinheiro | Penalizado com cartão amarelo |                               |
| LE             | 6  | Serginho         |                               |                               |
| V              | 5  | Axel             | Penalizado com cartão amarelo |                               |
| V              | 8  | Belletti         |                               |                               |
| M              |    | Luiz Carlos      |                               |                               |
| M              | 10 | Denílson         |                               | Substituído                   |
| A              | 11 | Dodô             |                               |                               |
| A              | 9  | Aristizábal      |                               | Substituído                   |
| Substituições: |    |                  |                               |                               |
| M              |    | Adriano          |                               |                               |
| A              |    | França           | Entrou em campo               | Penalizado com cartão amarelo |
| Treinador:     |    |                  |                               |                               |
| Darío Pereyra  |    |                  |                               |                               |

|                 |    |               |                               |  |
|                 |    |               |                               |  |
| G               | 1  | Júlio César   |                               |  |
| LD              | 2  | Fábio Baiano  |                               |  |
| Z               | 3  | Júnior Baiano |                               |  |
| Z               | 4  | Fabiano       |                               |  |
| LE              | 6  | Gilberto      |                               |  |
| V               | 5  | Jamir         | Penalizado com cartão amarelo |  |
| V               | 8  | Jorginho      |                               |  |
| M               | 7  | Maurinho      |                               |  |
| M               | 10 | Iranildo      |                               |  |
| A               | 9  | Evandro       |                               |  |
| A               | 11 | Lúcio Bala    |                               |  |
| Substituições:  |    |               |                               |  |
| Treinador:      |    |               |                               |  |
| Sebastião Rocha |    |               |                               |  |

## Premiação
| Copa dos Campeões Mundiais de 1997 |
| Rio de Janeiro                     |
| ---------------------------------- |
| FLAMENGO Campeão (1.º título)      |

## Artilharia
| Gols | Jogador    | Clube     |
| ---- | ---------- | --------- |
| 4    | Dodô       | São Paulo |
| 2    | Iranildo   | Flamengo  |
| 2    | Lúcio      | Flamengo  |
| 2    | Alessandro | Santos    |
| 2    | Marques    | São Paulo |
| 1    | Fabiano    | Flamengo  |
| 1    | Emerson    | Grêmio    |
| 1    | Gilmar     | Grêmio    |
| 1    | Goiano     | Grêmio    |
| 1    | Belletti   | São Paulo |